# Leluthia astigma
Leluthia astigma är en stekelart som först beskrevs av William Harris Ashmead 1896.  Leluthia astigma ingår i släktet Leluthia och familjen bracksteklar. Inga underarter finns listade i Catalogue of Life.